# Farewell My Summer Love
Farewell My Summer Love, come il precedente One Day in Your Life, è una raccolta di vecchie registrazioni del cantante statunitense Michael Jackson pubblicata dalla Motown nel 1984 come "album perduto" del Jackson solista ed è da alcuni considerato l'ultimo album in studio con questa casa discografica (quindi numericamente il quinto).
Nel 2009 tutte e nove le tracce originali, senza il remixaggio del 1984, vennero pubblicate dalla Motown all'interno della raccolta/box set Hello World: The Motown Solo Collection.

## Descrizione
I nove brani dell'album furono registrati a partire dal tardo 1972 fino ad arrivare ai primi mesi del 1973 ma, non soddisfacendo il produttore discografico Berry Gordy, che se ne occupava, non furono mai pubblicate prima e finirono tra gli scarti fino al 1984, anno in cui la Motown Records, approfittando del successo di Thriller, decise di proporli sotto forma di "album perduto". Le canzoni vennero registrate durante le sessioni degli album dei Jacksons Skywriter, Get It Together e Dancing Machine e dell'album di Michael Jackson solista Music & Me. Per incrementarne maggiormente le vendite, la Motown decise di aggiornare le sonorità delle vecchie canzoni a quelle anni Ottanta, affidando tale compito a Tony Peluso, Michael Lovesmith e Steve Barri. Insieme al batterista Mike Baird, questi registrarono per le canzoni nuove linee di chitarra, pianoforte e batteria.

## Tracce
1. Don't Let It Get You Down – 3:02 (Mel Larson, Jerry Marcellino, Deke Richards)
2. You've Really Got a Hold on Me – 3:30 (Smokey Robinson) – cover dell'omonimo brano di Smokey Robinson & The Miracles
3. Melodie – 3:24 (Mel Larson, Jerry Marcellino, Deke Richards)
4. Touch the One You Love – 2:48 (Artie Wayne, George S. Clinton)
5. Girl You're So Together – 3:12 (Keni St. Lewis)
6. Farewell My Summer Love – 4:24 (Keni St. Lewis)
7. Call on Me – 3:39 (Fonce Mizell, Larry Mizell)
8. Here I Am (Come and Take Me) – 2:56 (Al Green, Teenie Hodges) – cover dell'omonimo brano di Al Green
9. To Make My Father Proud – 4:04 (Bob Crewe, Larry Weiss)

Durata totale: 30:59

## Successo commerciale
Nonostante il tentativo della Motown di lanciarlo come un album in studio, in un periodo in cui gli album di Jackson alla Epic Records stavano avendo un grandissimo successo di vendite, i fan dell'artista capirono fin da subito che si trattava di una mera operazione commerciale in cui la vecchia etichetta discografica tentava di rifilare loro dei vecchi pezzi scartati e, pertanto, la compilation vendette nella norma e si stimano circa 3 milioni di pezzi, non ottenendo negli Stati Uniti il successo sperato dalla Motown. Andò meglio nel Regno Unito, dove raggiunse la numero 9 della classifica degli album.

## Classifiche

### Classifiche singoli
| Anno | Titolo                  | Album d'origine         | US | UK | GE | FR | IT | AU | DK | BG | SZ | NW |
| ---- | ----------------------- | ----------------------- | -- | -- | -- | -- | -- | -- | -- | -- | -- | -- |
| 1984 | Farewell My Summer Love | Farewell My Summer Love | 38 | 7  | 51 |    |    | 68 |    | 7  |    |    |
| 1984 | Girl You're So Together | Farewell My Summer Love |    | 33 |    |    |    |    |    |    |    |    |

### Classifiche album
| Classifica (1984) | Posizione massima raggiunta |
| ----------------- | --------------------------- |
| Stati Uniti       | 46                          |
| Canada            | 94                          |
| Regno Unito       | 9                           |
| Germania          | 40                          |
| Giappone          | 58                          |
| Australia         | 90                          |